# Arif Mehmood
Pour les articles homonymes, voir Arif Mehmood (homonymie) et Mehmood.
Arif Mehmood, est un ancien footballeur international pakistanais, né le 26 juin 1983 à Multan. Il a évolué au poste d'attaquant dans le club de WAPDA entre 2004 et 2016, après avoir été promu au sein de son équipe de jeunes où il a passé six ans de 1998 à 2004. 
Il est le meilleur buteur du championnat du Pakistan en 2004, 2007, 2008, 2010 et en 2011.